# Deuterodon
Die Gattung Deuterodon (Synonym: Probolodus) gehört zu Familie Acestrorhamphidae und besteht aus etwa 25 Arten. Die meisten Arten der Gattung kommen im südöstlichen Brasilien vor, Deuterodon potaroensis lebt im Stromgebiet des Potaro in Guyana.

## Merkmale
Deuterodon-Arten erreichen Standardlängen von 6 bis 12,5 cm und ähneln den Arten der Gattungen Astyanax und Jupiaba. An der „Schulter“ zeigen sie einen kommaförmigen Fleck. Flecken auf den Schuppen bilden horizontale Längsreihen. Eine davon fällt mit der Seitenlinie zusammen, die von 37 bis 40 Schuppen gebildet wird. Ein dunkler Fleck auf dem Schwanzstiel erstreckt sich bis auf die Schwanzflosse. Die Afterflosse wird von 24 bis 25 Flossenstrahlen gestützt. Männchen der im südöstlichen Brasilien lebenden Arten sollen in der Fortpflanzungszeit einen Laichausschlag auf der Afterflosse ausbilden.
Deuterodon-Arten ernähren sich vor allem von Pflanzen und haben mehrspitzige, flache Zähne, die eine durchgehende Schneidekante bilden. Während bei Astyanax und den meisten anderen Echten Salmlern die vorderen 4 bis 5 Zähne deutlich größer sind als die übrigen, nimmt die Zahngröße bei Deuterodon kontinuierlich von vorn nach hinten ab. Auf der Maxillare befinden sich drei bis fünf Zähne. Der breiteste dieser Zähne hat 5 bis 7 Spitzen. Im Unterschied zu den meisten anderen Echten Salmlern liegen bei Deuterodon der Rand der Maxillare und ihr bezahnter Bereich nicht parallel zueinander.

## Äußere Systematik

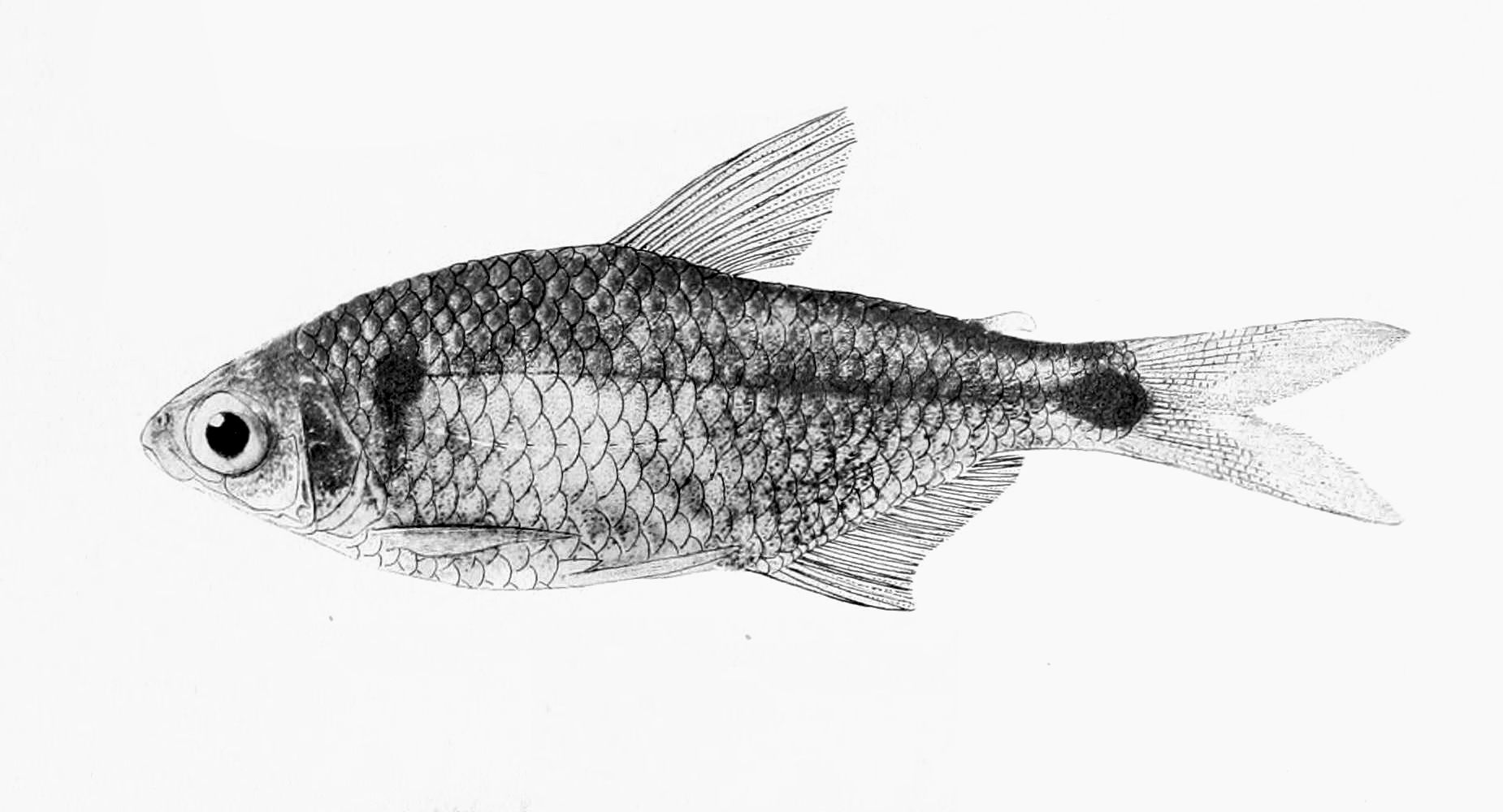
Deuterodon mutator

Deuterodon gehört zur Salmlerfamilie Acestrorhamphidae und wird dort in die Unterfamilie Stygichthyinae gestellt, zu der auch die Gattungen Coptobrycon, Myxiops, Stygichthys, der Sonnensalmler (Hyphessobrycon eos), sowie einige Arten aus der nicht monophyletischen Gattung Astyanax gehören. Deuterodon mutator gehört nicht zur Klade der übrigen Deuterodon-Arten, sondern ist die basale Schwestergruppe einer Klade, die alle Gattungen der Unterfamilie Stygichthyinae umfasst.

## Arten

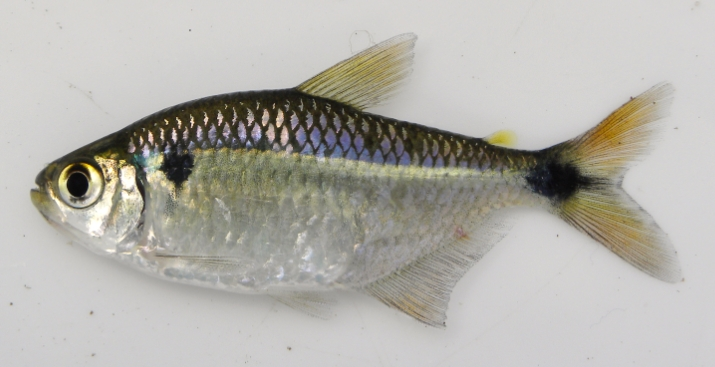
Deuterodon luetkenii

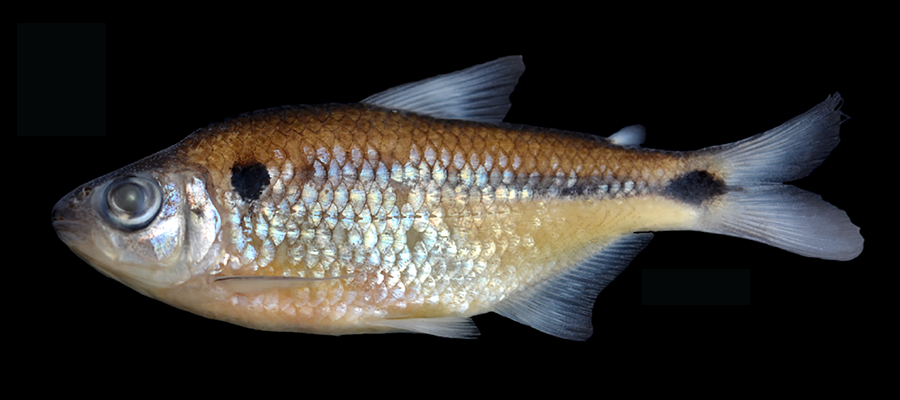
Deuterodon ribeirae

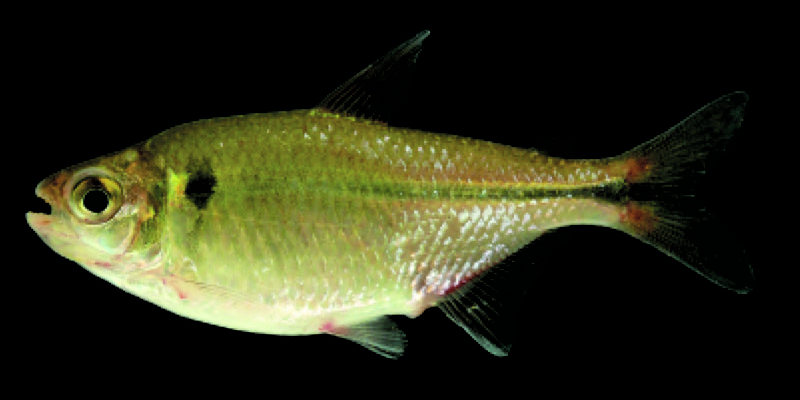
Deuterodon singularis

Der Datenbank Fishbase zufolge gehören zur Gattung Deuterodon 24 Arten.
- Deuterodon burgerai (Zanata & Camelier, 2009)
- Deuterodon giton (Eigenmann, 1908)
- Deuterodon hamatilis (Camelier & Zanata, 2014)
- Deuterodon hastatus (Myers, 1928)
- Deuterodon heterostomus (Eigenmann, 1911)
- Deuterodon iguape Eigenmann, 1907
- Deuterodon intermedius (Eigenmann, 1908)
- Deuterodon janeiroensis (Eigenmann, 1908)
- Deuterodon langei Travassos, 1957
- Deuterodon longirostris (Steindachner, 1907)
- Deuterodon luetkenii (Boulenger, 1887)
- Deuterodon mutator (Eigenmann, 1909)
- Deuterodon oyakawai (Santos & Castro, 2014)
- Deuterodon parahybae Eigenmann, 1908
- Deuterodon potaroensis Eigenmann, 1909
- Deuterodon ribeirae (Eigenmann, 1911)
- Deuterodon rosae (Steindachner, 1908)
- Deuterodon sazimai (Santos & Castro, 2014)
- Deuterodon singularis Lucena & Lucena, 1992
- Deuterodon stigmaturus (Gomes, 1947)
- Deuterodon supparis Lucena & Lucena, 1992
- Deuterodon taeniatus (Jenyns, 1842)

15 dieser Arten sind nach einer im April 2020 veröffentlichten Revision der polyphyletischen Gattung Astyanax aus Astyanax ausgegliedert und zu Deuterodon gestellt worden. In derselben Publikation wurde die Gattung Probolodus, bestehend aus den drei Arten P. heterostomus, P. oyakawai und P. sazimai, mit Deuterodon synonymisiert.

## Belege
1. ↑  Deuterodon potaroensis auf Fishbase.org (englisch)
2. 1 2  Peter van der Sleen, James S. Albert: Field Guide to the Fishes of the Amazon, Orinoco, and Guianas. 2017, University Press Group Ltd, ISBN 978-0691170749, Seite 133.
3. ↑  Bruno F Melo, Rafaela P Ota, Ricardo C Benine, Fernando R Carvalho, Flavio C T Lima, George M T Mattox, Camila S Souza, Tiago C Faria, Lais Reia, Fabio F Roxo, Martha Valdez-Moreno, Thomas J Near, Claudio Oliveira (2024): Phylogenomics of Characidae, a hyper-diverse Neotropical freshwater fish lineage, with a phylogenetic classification including four families (Teleostei: Characiformes) Zoological Journal of the Linnean Society, Volume 202, Issue 1, September 2024, doi: 10.1093/zoolinnean/zlae101
4. ↑  Deuterodon auf Fishbase.org (englisch)
5. 1 2  Terán, G.E., Benitez, M.F. & Mirande, J.M. (2020): Opening the Trojan horse: phylogeny of Astyanax, two new genera and resurrection of Psalidodon (Teleostei: Characidae). Zoological Journal of the Linnean Society: zlaa019. April 2020. doi: 10.1093/zoolinnean/zlaa019